# Kraftwerk Nejapa
Nejapa Power Plant ist ein Ölkraftwerk in El Salvador.

## Beschreibung
Die Anlage befindet sich im Gemeindegebiet Nejapa, rund 12 Kilometer nördlich der Hauptstadt San Salvador. Nejapa Power Plant wurde 1994 errichtet und ging 1995 ans Netz. Betreiber ist die Nejapa Power Company L.L.C.
Die Kraftwerkanlage besteht aus 27 in Finnland gebauten Wärtsilä V32 Diesel-Generatoren die mit Schweröl betrieben werden. Die installierte Leistung beträgt 140 MW und es werden jährlich rund 520 GWh elektrische Energie produziert.
Nejapa Power Plant gehört zum Verbundnetz der Wasserkraftwerke Hidroeléctrica Guajoyo, Hidroeléctrica 15 de Septiembre, Hidroeléctrica 5 de Noviembre und Hidroeléctrica Cerrón Grande.

## Treibstoff
Das Treibstofflager befindet sich im Hafengebiet von Puerto de Acajutla und hat eine Lagerkapazität von rund 240.000 Barrel und wird vom Schwesterunternehmen Cenérgica SA de CV. betrieben.

## Trivia
Nejapa Power Company L.L.C. und Cenérgica SA de CV. sind Unternehmen die zur IC Power Holding gehören.